# Вежа Челсі
Вежа Челсі (англ. Chelsea Tower) — хмарочос в Дубаях, Об'єднані Арабські Емірати. Висота 49-поверхового будинку становить 230 метрів, з урахуванням антени 250 метрів. Будівництво було розпочато в 2002 і завершено в 2005 році. На момент завершення будівництва будинок був п’ятим за висотою в місті, зараз він лише 17. В будинку розташовані житлові апартаменти та готель.